# Хронологія рекордів України в приміщенні з бігу на 800 метрів серед чоловіків
Рекорди України з бігу на 800 метрів у приміщенні визнаються Федерацією легкої атлетики України з-поміж результатів, які показали українські легкоатлети на відповідній дистанції на біговій доріжці в приміщенні, за умови дотримання встановлених вимог.

## Хронологія рекордів
Рекорди УРСР з бігу на 800 метрів почали фіксуватись з 1987. На той момент найкращим результатом українців був час, який показав Леонід Масунов у 1985 році. Цей результат і був визнаний першим рекордом УРСР.
|                                         | Час     | Атлет                | Місто змагань | Дата змагань | Примітки | Відео |
| --------------------------------------- | ------- | -------------------- | ------------- | ------------ | -------- | ----- |
| 1                                       | 1.47,52 | Леонід Масунов Одеса | Пірей         | 02.03.1985   |          |       |
|                                         |         |                      |               |              |          |       |
| 2                                       | 1.47,11 | Іван Гешко Чернівці  | Пеанія        | 22.02.2004   |          |       |
|                                         |         |                      |               |              |          |       |
| 3                                       | 1.46,49 | Іван Гешко Чернівці  | Пеанія        | 20.02.2005   |          |       |
|                                         |         |                      |               |              |          |       |
| 20 років, 25 днів від дати встановлення |         |                      |               |              |          |       |